# Lathraea squamaria

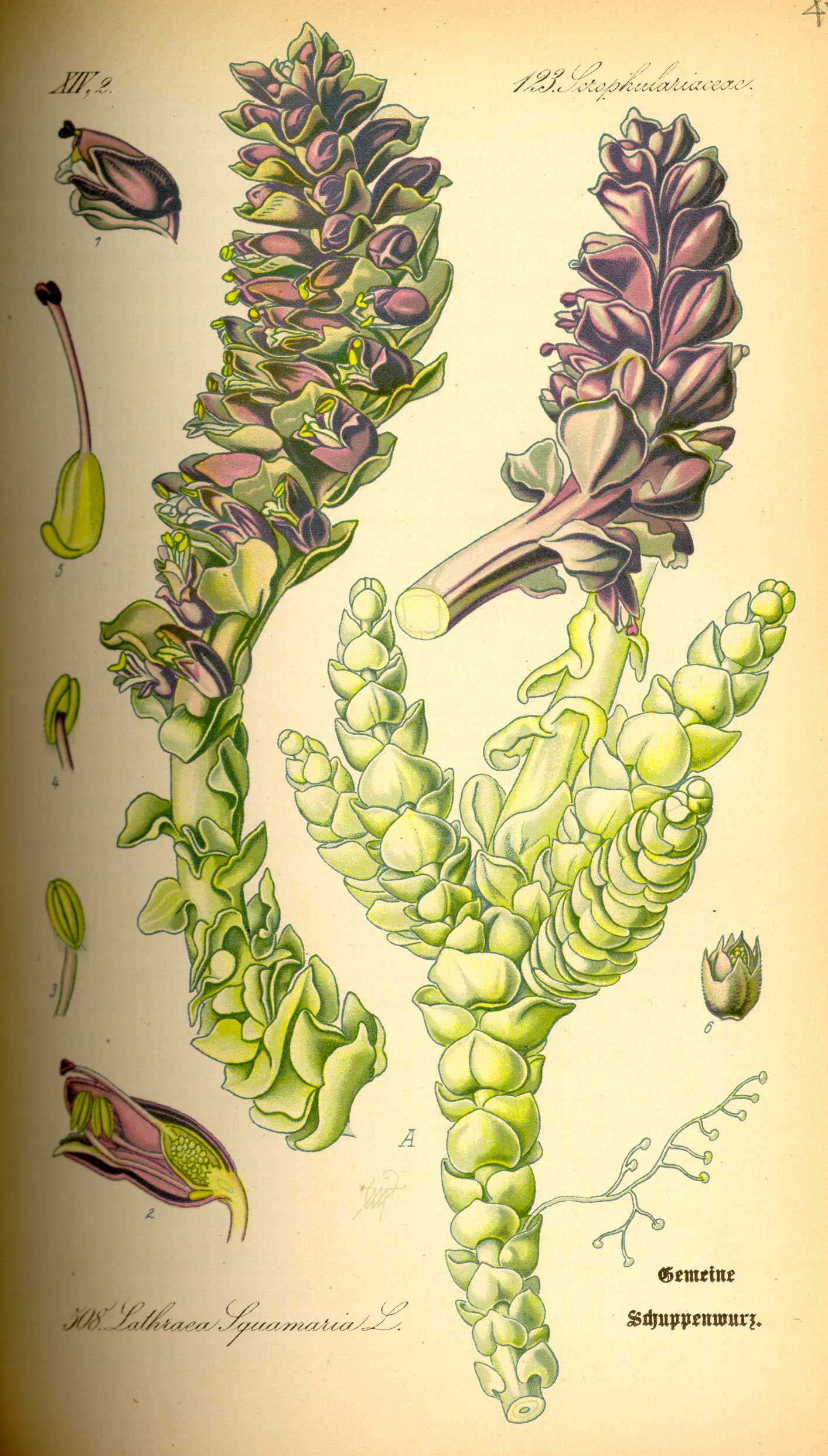
Otto Wilhelm Thomé, Flora von Deutschland, Österreich und der Schweiz, 1885

La escuamaria, madrona o hierba de la matriz (Lathraea squamaria L., Species Plantarum, 1753) es una planta parásita desprovista de clorofila de la familia Orobanchaceae. Está ampliamente distribuida por Europa y Turquía y suele parasitar avellanos y alisos. Varía de 5 a 30 cm y se halla en zonas sombrías húmedas de bosques.

## Descripción
La planta, geófita, de hojas muy pequeñas, de ramas blancuzcas, se coloca en torno al tronco del árbol o arbusto parasitado desarrollando un rizoma escamado con haustorios (raíz haustorial)
La inflorescencia (de marzo/abril a mayo) es en forma de racimo; las florecillas rosadas, hermafroditas, zigomorfas y tetraclínicas originan una cápsula dehiscente por cleistogamia. Su dispersión se suele dar por hormigas.